# VI Esposizione internazionale d'arte di Venezia
La VI Esposizione internazionale d'arte della Città di Venezia si tenne dal 26 aprile al 12 novembre 1905 presso il Palazzo dell'Esposizione ai Giardini della Biennale. Questa edizione continuò l'evoluzione della manifestazione, attirando un numero crescente di artisti internazionali e consolidando la Biennale di Venezia come uno degli eventi artistici più importanti del tempo: gli ingressi furono complessivamente 358 000.

## Organizzazione
- Presidente: Filippo Grimani
- Segretario: Antonio Fradeletto
- Amministratore capo: Romolo Bazzoni
- Incaricato delle vendite: Vincenzo Tosi

## Commissioni ordinatrici
Le Commissioni ordinatrici erano così composte:
Sale straniere
- Francia: Paul Albert Besnard, Alexandre Charpentier, Gustave Soulier
- Germania: Hermann Hahn, Ludwig von Herterich, Emanuel von Seidl
- Inghilterra: Walter Crane, Alfred East, George Frampton
- Svezia: Ferdinan Boberg
- Ungheria: Bertalan Karlovszky, Jenő Radisics

Sale internazionali
- Gari Melchers, Constantin Meunier, Philip Zilcken, Ignacio Zuloaga

Sale regionali italiane
- Emilia: Achille Casanova, Giuseppe Romagnoli, Alfonso Rubbiani, Augusto Sezanne, Alfredo Tartarini
- Lazio: Adolfo Apolloni, Onorato Carlandi, Giuseppe Cellini
- Lombardia: Giovanni Beltrami, Antonio Carminati, Emilio Gola, Gaetano Moretti, Emilio Quadrelli
- Mezzogiorno: Giuseppe De Sanctis, Guido Mezzacapo, Federico Rossano, Giovanni Tesorone (Napoli); Ernesto Basile, Ettore De Maria Bergler, Vittorio Ducrot (Sicilia)
- Piemonte: Leonardo Bistolfi, Ercole Bonardi, Giacomo Grosso
- Toscana: Francesco Gioli, Vincenzo Giustiniani, Riccardo Mazzanti, Plinio Nomellini, Domenico Trentacoste
- Veneto: Antonio Dal Zotto, Pietro Fragiacomo, Luigi Nono, Ettore Tito

## Giuria di accettazione
La Giuria di accettazione era composta da:
- Alfred East (Presidente)
- Giorgio Belloni, Leonardo Bistolfi, Ludwig von Herterich, Giuseppe Romagnoli

## Artisti partecipanti
All'Esposizione parteciparono oltre 554 artisti con 1.284 opere, suddivisi nelle 32 sale del Palazzo delle Esposizioni.
- A Johannes Joseph Aarts, Achille Alberti, Giovan Battista Alloati, Fernando Alvarez de Sotomayor, Edmond Aman-Jean, Libero Andreotti, Hermenegildo Anglada Camarasa, Adolfo Apolloni, Maxwell Armfield, Félix Albert Anthyme Aubert, James Aumonier
- B Gustavo Bacarisas, Domenico Baccarini, Lionello Balestrieri, Carlo Balestrini, Giulio Bargellini, Paul Albert Bartholomé, Domenico Bartolini, Alfredo Baruffi, Ernesto Basile, Alessandro Battaglia, Karl Albert Baur, Gilbert Bayes, Walter John Bayes, Leonardo Bazzaro, Eduard Becht, Ödön Fülöp Beck, Élisa Beetz-Charpentier, Fritz Behn, Robert Anning Bell, Giorgio Belloni, Giovanni Beltrami, G. & C. Beltrami, Manuel Benedito Vives, Lajos Berán, Cipri Adolf Bermann, Albert Besnard, Charlotte Besnard, Amalia Besso, Bartolomeo Bezzi, Felice Bialetti, Gonzalo Bilbao Martinez, Pierre Billet, Nicola Biondi, Cesare Biscarra, Cesare Biseo, Leonardo Bistolfi, Jacques-Émile Blanche, Miguel Blay, Ferdinand Boberg, Pio Boccaletti, Giovanni Boldini, Luigi Bolongaro, Maurice Bompard, Lucien Bonvallet, Emilio Borsa, Millo Bortoluzzi, Pietro Bortoluzzi, Andor Borúth, Etienne Bosch, István Bosznay, Pierre-Jean Braecke, Frank Brangwyn, Italico Brass, Jules Paul Brateau, Eduard Otto Braunthal, Vittorio Emanuele Bressanin, Robert Breyer, Henry Harris Brown, Miksa Bruck, Emanuele Brugnoli, Domenico Bruschi, Salvatore Buemi, Giovanni Buffa, Frederick Vango Burridge, Ettore Burzi, Georges Buysse
- C Ettore Cadorin, Vincenzo Cadorin, Gerolamo Cairati, Antonio Camaur, Alceste Campriani, Giovanni Campriani, Ricardo Canals, Niccolò Cannicci, Innocente Cantinotti, Vincenzo Caprile, Antonio Carminati, Nino Giovanni Carnevali, Henri Caro-Delvaille, Giuseppe Carozzi, Augusto Carutti, Casa Ducrot, Fabio Casanuova, Ramon Casas, Giuseppe Casciaro, Vittorio Cavalleri, Frederic Cayley Robinson, Jules Cayron, Ezio Ceccarelli, Giuseppe Cellini, Giorgio Ceragioli, Ugo Ceruti, Edgar Chahine, Edward William Charlton, Alexandre Charpentier, Charlotte Chauchet-Guilleré, Giuseppe Cherubini, Luigi Chialiva, Eduardo Chicharro y Agüera, Galileo Chini, Fritz Christ, Emma Ciardi, Giuseppe Ciardi, Guglielmo Ciardi, Luigi Cima, Fabio Cipolla, Emile Claus, George Clausen, Enrico Coleman, Pío Collivadino, Luigi Conconi, Colin Campbel Cooper, Umberto Coromaldi, Battista Costantini, Giovanni Costetti, Romeo Costetti, Charles Cottet, Walter Crane
- D Angelo Dall'Oca Bianca, Jules Dalou, József Damkó, Albert Dammouse, Francesco Danieli, William Turner Dannat, Edoardo De Albertis, Michele De Benedetti, Eugenio De Blaas, Theodor De Bock, Adolfo De Carolis, Pieter de Josselin de Jong, Antonio de la Gandara, Philip de László, Annibale De Lotto, Ettore De Maria Bergler, Cesáreo Bernaldo de Quirós, Darío de Regoyos, René de Saint-Marceaux, Giuseppe De Sanctis, Vincenzo De Stefani, Daniele de Strobel, Henriëtte de Vries, Lajos Deák-Ébner, Romolo Del Bo, Alfred Delaunois, Lorenzo Delleani, Antoon Derkzen van Angeren, Francis Derwent Wood, Jules Desbois, Ludwig Dettmann, Ludwig Dill, Waalko Jans Dingemans (I), Antonio Discovolo, Carlo Donati, Alfred Drury, Pieter Dupont, Carolus-Duran, Vincenzo Durio, Charles Duvent
- E Alfred East, Carl Ebbinghaus, Giuseppe Enea, Christian Eriksson, Giulio Ettore Erler, Erulo Eroli
- F Gabriella Fabbricotti, Raffaele Faccioli, Henri Fantin-Latour, Giovanni Fattori, Augusto Felici, Károly Ferenczy, Adolfo Ferragutti Visconti, Carlo Ferrari, Giuseppe Ferrari, Arturo Ferraroni, Paolo Ferretti, Cesare Ferro, Samuel Melton Fisher, Gustaf Fjæstad, Etha Fles, Josef Flossman, Carlo Fornara, Pietro Fragiacomo, George Frampton, Léon Frédéric, Frederick Carl Frieseke, Jacques Froment-Meurice, John Henry Monsell Furse
- G Lucien Gaillard, Riccardo Galli, Henry F. W. Ganz, Joseph Gasteton, August Gaul, Edoardo Gelli, Walter Georgi, Oscar Ghiglia, Giovanni Giani, Victor Gilsoul, Edoardo Gioja, Francesco Gioli, Luigi Gioli, Egidio Girelli, Giuseppe Giusti, Robert Charles Goff, Emilio Gola, E. Gondos, Theodor von Gosen, Johannes Graadt van Roggen, Oskar Graf, Cäcilie Graf-Pfaff, Giovanni Grandi, Giuseppe Graziosi, Maurice Greiffenhagen, Otto Greiner, Giacomo Grosso, Vittore Grubicy de Dragon, Charles-François-Prosper Guérin
- H Arthur Hacker, Hermann Hahn, Oliver Hall, Willy Hamacher, James Whitelaw Hamilton, I. Háry, Hendrik Haverman, Emanuel Hegenbarth, Marie Heijning, Ernst Heilemann, Rudolph Hellwag, Charles Hermans, Hans Herrmann, Albert Hertel, Ludwig von Herterich, Otto Hierl-Deronco, James Stevens Hill, Josef Hinterseher, George Hitchcock, Charles Holroyd, Adolf Hölzel, August Hudler, Herbert Hughes-Stanton
- I Camillo Innocenti, Jozef Israëls, Francisco Iturrino, Béla Iványi-Grünwald
- J Angelo Jank, Francesco Jerace, Luis Jimenez Aranda, William Goscombe John, John Humphreys Johnston, Pio Joris, Serge Joujanine, Julius Paul Junghanns
- K Richard Kaiser, Arthur Kampf, Hugo Kaufmann, Giorgio Kienerk, Fritz Klimsch, Imre Knopp, Victor Koos, Duilio Korompaÿ, Martinus Kramer, Gotthardt Kuehl, Max Kuschel
- L Henry Herbert La Thangue, Gaston La Touche, Eugène Laermans, Artúr Lakatos, Pierre Franc Lamy, Christian Adam Landenberger, Hermann Lang, Ángel Larroque, Carl Larsson, Cesare Laurenti, John Lavery, Alessandro Lazzerini, Hugo Lederer, Sydney Lee, Camille Lefevre, Rocco Lentini, Adolfo Levier, Moses Levy, Helmuth Liesegang, Miklós Ligeti, Bruno Andreas Liljefors, Josef Limburg, Heinrich Eduard Linde-Walther, Moffat Peter Lindner, Enrico Lionne, William Llewellyn, Llewelyn Lloyd, Francesco Lojacono, Baldassare Longoni, Emilio Longoni, Carlo Lorenzetti, Guglielmo Amedeo Lori, Manuel Losada, Károly Lotz, William Mouat Loudan
- M Eugenio Maccagnani, Walter MacEwen, Cesare Maggi, Adolfo Magrini, Gusztáv Magyar-Mannheimer, Fernand Maillaud, Rudolf Maison, Augusto Majani, Antonio Mancini, Federico Maragliano, Alexandre Marcette, Salvatore Marchesi, Francesco Margotti, Pompeo Mariani, Enrique Jacob Henricus Maris Higuero, Leopoldo Mariotti, Jacob Maris, Lajos Márk, Henri-Jean-Guillaume Martin, Pierre Hippolyte Martin, Alberto Martini, Guido Marussig, Giuseppe Mascarini, Anton Mauve, Emo Mazzetti, Laszlo Mednyanszky, Gari Melchers, Émile-René Ménard, Giuseppe Menato, Pietro Mengarini, Giuseppe Mentessi, Constantin Meunier, Henri Meunier, Carl Theodor Meyer-Basel, Georg Ludwig Meyn, Georges Michel, Vincenzo Migliaro, Dániel Mihalik, Alessandro Milesi, Richard E. Miller, Carl Milles, Giuseppe Miti Zanetti, Friedrich Wilhelm Otto Modersohn, Nemesio Mogrobejo, Claude Monet, Angelo Morbelli, James Wilson Morrice, Simon Moulijn, Anton Maria Mucchi Vignoli, Leopold Carl Müller, Adolph Münzer, Augusto Mussini
- N Renato Natali, Huber Netzer, Hans Neumann, William Nicholson, Giovanni Nicolini, Adelbert Niemeyer, Wijnand Otto Jan Nieuwenkamp, Arturo Noci, Plinio Nomellini, Luigi Nono, Urbano Nono, Johan Nordhagen
- O Ferenc Olgyay, Matteo Olivero, Alexander Oppler, Clemente Origo, Ernestina Orlandini
- P László Paál, Andrea Paleni, Charles Johann Palmié, Sylvius D. Paoletti, Napoleone Parisani, Carlo Passigli, Enrique Paternina, Norberto Pazzini, Ernst te Peerdt, Henry Alfred Pegram, Eugenio Pellini, Giuseppe Pellizza da Volpedo, Arthur Douglas Peppercorn, Louise Ellen Perman, Paul Peterich, Karl Johann Nikolaus Piepho, Richard Pietzsch, Alberto Pisa, Camille Pissarro, Attilio Pratella, Gaetano Previati, Bertram Priestman, Gaston Prunier, Clemente Pugliese Levi, Leo Putz
- R Jean-François Raffaelli, Cesare Reduzzi, Otto Reiniger, Pierre Auguste Renoir, Maurice Reymond de Broutelles, Dante Ricci, Arturo Rietti, József Rippl-Rónai, Henri Riviere, Antonio Rizzi, Auguste Rodin, Georg Roemer, Ettore Roesler Franz, Charles Rollier, Giuseppe Romagnoli, Romolo Romani, Egide Rombaux, Federico Rossano, Ruggero Rovan, Edoardo Rubino, Santiago Rusiñol
- S Silvio Giovanni San Fior, Francesco Sartorelli, Alfredo Savini, Ascanio Savorgnan di Brazzà, Ferruccio Scattola, Nikol Schattenstein, D. Schedel, Rudolf Schiestl, Emil August Schilde, Gustav Schönleber, Rudolf Schramm-Zittau, Thérèse Schwartze, Lino Selvatico, Luigi Selvatico, Vladimir Šereševskij, Augusto Sezanne, James Jebusa Shannon, Byam Shaw, Frank Short, Ercole Sibellato, Lucien Simon, Alfred Sisley, Max Slevogt, Willy Sluiter, Alfred Smith, Solomon Joseph Solomon, Joaquin Sorolla y Bastida, Giovanni Sottocornola, Nathaniel Sparks, Harold Speed, Robert Spencer, Mario Spinetti, Anton von Stadler, Attilio Stefanori, Julius LeBlanc Stewart, Hans Stoltenberg Lerche, Augusto Stoppoloni, Carel Nicolaas Storm van 's Gravesande, Edward Stott, Franz von Stuck, Ödön Szamovolszky, Lajos Szlányi, Giorgio Szoldatics
- T Raffaele Tafuri, Guglielmo Talamini, O. Tarjan, Ignatius Taschner, Andrea Tavernier, Ede Telcs, John Terris, Frits Thaulow, William Hamo Thornycroft, Ettore Tito, Salvino Tofanari, Achille Tominetti, Ludovico Tommasi, Jan Toorop, Angelo Torchi, Henry Scott Tuke, Ilse Twardowski-Conrat
- U Antonio Ugo, Ignác Ujváry, Pablo Uranga, Hermann Urban
- V Eugène Lawrence Vail, Félix Vallotton, Jules Pierre van Biesbroeck, Maurits van der Valk, Barbara Elisabeth van Houten, Pietro Vanni, János Vaszary, Mark Vedres, Enrico Vegetti, Jacob Gerard Veldheer, Vasilij Vasil'evič Vereščagin, Umberto Veruda, Cesare Vianello, Giovanni Vianello, Coriolano Vighi, Francesco Vitalini, Giuseppe Vizzotto Alberti, Theodor von Ehrmanns, Peter von Halm, Robert von Haug, Hans von Hayek, Leopold von Kalckreuth, Albert von Keller, Carl von Marr, Hans von Petersen, Fritz von Uhde, Heinrich von Zügel, Édouard Vuillard
- W Lionel Walden, Cadwallader Washburn, John William Waterhouse, Ernest Albert Waterlow, David Waterson, Charles John Watson, George Frederic Watts, Róbert Wellmann, Gustav Wendling, Henry Van der Weyde, James Abbott McNeill Whistler, Richard Winternitz, M. Wisinger, John Wright
- X Ettore Ximenes
- Z Vettore Zanetti Zilla, Tivadar Zemplényi, Philippe Zilcken, Emile Zoir, Lajos Zombory, Anders Leonard Zorn, Ignacio Zuloaga

## Impatto e critica
L'Esposizione del 1905 si caratterizzò per l'introduzione di nuovi linguaggi pittorici, segnando un'apertura verso l'arte moderna. La partecipazione di artisti legati ai movimenti simbolisti e post-impressionisti dimostrò l'interesse della Biennale nell'esplorare nuove correnti artistiche.

## Giurie di assegnazione
Le Giurie erano così composte:
- Presidente: Léonce Bénédite
- Arte pura: Davide Calandra, Hugo Joseph Anton Freiherr von Habermann, Cesare Laurenti, John Lavery
- Arte decorativa: Philip de László, Adolfo Hohenstein, Lodovico Pogliaghi, Eugéne Vail

## Premi
Premi assegnati dalle Giurie:
- Medaglia d'oro per la pittura:
  - Hermen Anglada Camarasa per I campi Elisi
  - Jacques-Émile Blanche
  - Károly Ferenczy per Il pittore e il suo modello
  - Camillo Innocenti
  - Carl Larsson
  - James Jebusa Shannon
  - Lucien Simon
  - Vettore Zanetti Zilla
  - Heinrich von Zügel
- Medaglia d'oro per la scultura:
  - Leonardo Bistolfi
- Medaglia d'oro per l'arte decorativa
  - Ferdinand Boberg
  - Frank Brangwyn
  - Lucien Gaillard
  - Edoardo Rubino
  - Scuola ungherese d'arte applicata
- Diploma d'onore: sala svedese, sala ungherese, sala francese, sala inglese, sale tedesche, sale del Mezzogiorno, sale lombarde

## Pubblicazioni
- VI. Esposizione Internazionale d'Arte della Città di Venezia. Catalogo illustrato, Venezia, Premiato Stabilimento di Carlo Ferrari, 1905.